# Sandersdorf-Brehna
Sandersdorf-Brehna es una ciudad situada en el distrito de Anhalt-Bitterfeld, en el estado federado de Sajonia-Anhalt (Alemania), a una altitud de 90 metros. Su población a finales de 2015 era de unos 15 000 habitantes y su densidad poblacional, 180 hab/km².
La ciudad fue fundada en 2009, cuando la ciudad de Brehna se fusionó con los vecinos municipios rurales de Glebitzsch, Petersroda, Roitzsch y Sandersdorf.
Se ubica en el sur del distrito, en el límite con Sajonia, unos 10 km al este de Halle.